# Winnica (województwo świętokrzyskie)
Winnica – wieś w Polsce położona w województwie świętokrzyskim, w powiecie staszowskim, w gminie Połaniec.
W latach 1975–1998 miejscowość należała administracyjnie do województwa tarnobrzeskiego.

## Historia
Początki osadnictwa na terenie dzisiejszej Winnicy sięgają około 4 tysiąclecia p.n.e. – kultura pucharów lejkowych.
Najstarsze ślady osadnictwa udokumentowane wykopaliskami archeologicznymi datuje się na okres kultury łużyckiej (1300 – 400 p.n.e.)
W połowie XI wieku w ujścia rzeki Czarnej do Wisły powstał na prawym brzegu Czarnej gród (początki miejscowości Połaniec) Gród miał kształt wydłużonego owalu o wymiarach 105x70m przy wysokości ziemnego wału 10m. Zabudowę wnętrza grodu tworzyły pomieszczenia o charakterze gospodarczym i produkcyjnym usytuowane w pobliżu wału oraz ciągnące się rzędami poprzez majdan zabudowania mieszkalne. W części centralnej znajdował się „zamek” kasztelana – budowla naziemna, drewniana o solidnej konstrukcji. U podnóża wału i jego pobliżu usytuowane były magazyny oraz pracownie rzemieślnicze z paleniskami. Gród został 2-krotnie spalony, drugie spalenie (XIII w) było jednocześnie końcem jego funkcjonowania. Stanowisko archeologiczne zostało poważnie zniszczone podczas budowy wałów przeciwpowodziowych w dwudziestoleciu międzywojennym.
Bogaty materiał zabytkowy uzyskany podczas wykopalisk archeologicznych pozwala sądzić, że tutaj właśnie znajdował się wzmiankowany w źródłach pisanych pierwszy kasztelański gród połaniecki.
Równocześnie rozwija się osada na tzw. Winnej Górze materiał archeologiczny jest datowany na X – XI wiek oraz na XII -XIII wiek. Na Winnej Górze stał również pierwszy połaniecki kościół pod wezwaniem św. Katarzyny, wspomina o nim Jan Długosz w Kronikach w roku 1191. Kościół został rozebrany w roku 1786, obecnie na jego miejscu stoi krzyż i pamiątkowy obelisk.
W roku 1350 wielka powódź niszczy niżej położone zabudowania, miejscowość Połaniec zostaje przeniesiona na swoją obecną lokalizację. Prawdopodobnie można przyjąć tę datę jako początek funkcjonowania wsi Winnica jako osobnej osady.
W 1657 r. Stefan Czarniecki w pogoni za cofającym się Jerzym II Rakoczym stacjonował na miejscu dawnego dworu kasztelańskiego, wydał wówczas uniwersał do ludności przemyskiej.
Od 5 do 19 maja 1794 w korzystając z dogodnych warunków naturalnych sprzyjających możliwości fortyfikacji na terenie dzisiejszej wsi Winnica stacjonował Tadeusz Kościuszko. W 1795 roku, po III rozbiorze Polski, Winnica trafiła do zaboru austriackiego, a od 1815 r. do rosyjskiego.
10 lipca 1997 roku Winnica została częściowo zalana przez powódź tysiąclecia.
18 maja 2010 roku Winnica została częściowo zalana przez kolejna powódź.
We wsi znajdowała się samochodowa przeprawa promowa na Wiśle łącząca gminę Połaniec z gminą Borowa.

## Dawne części wsi – obiekty fizjograficzne
W latach 70. XX wieku przyporządkowano i opracowano spis lokalnych części integralnych dla Winnicy zawarty w tabeli 1.

| Nazwa wsi – miasta  | Nazwy części wsi – miasta | Nazwy obiektów fizjograficznych – charakter obiektu                                                                                                  |
| ------------------- | ------------------------- | --- |
| I. Gromada POŁANIEC |                           | |
| 1. Winnica          | 1. Czarna                 | 1. Bobrówka — pole 2. Czarna — pole, rzeka 3. Folwarcznie — pole 4. Kępa — krzaki, łąka 5. Rzeczysko — pole 6. Sojdówka — pole 7. Wiewiórówka — pole |

## Literatura
1. Kaczmarek Leon (red. nauk. zeszytu), Taszycki Witold (red. nauk. wyd.): Urzędowe Nazwy miejscowości i obiektów fizjograficznych. 33. Powiat staszowski województwo kieleckie. Komisja ustalania nazw miejscowości i obiektów fizjograficznych (do użytku służbowego). Z: 33. Warszawa: Urząd Rady Ministrów. Biuro do Spraw Prezydiów Rad Narodowych, 1970. Brak numerów stron w książce